# Sud Quotidien
Sud Quotidien est un journal sénégalais d'informations générales en langue française qui paraît tous les jours de la semaine. 

## Histoire
Le journal a été créé en février 1993, à partir du succès du Sud Hebdo, lui-même tiré de Sud Magazine dont la première parution date de mars 1986 avec pour titre Pour l'Afrique.

## Caractéristiques
Sud Quotidien est en mars 1993, le premier quotidien privé sénégalais. Il appartient au groupe Sud Communication.
Rigoureux et bien documenté, il revendique son indépendance[non neutre]. Les faits politiques et sociaux sont ses priorités.
Sa diffusion quotidienne est de 20 000 exemplaires.